# 上川彻
上川徹（1963年6月8日—），日本国际级足球裁判。
上川徹于1998年获得国际级裁判资格，他在2002年世界杯足球赛决赛周中执法三场比赛并参与了2006年世界杯足球赛。